# La Fille au bracelet
La Fille au bracelet je francouzský hraný film z roku 2019, který režíroval Stéphane Demoustier podle vlastního scénáře. Snímek měl světovou premiéru na filmovém festivalu v Locarnu dne 8. srpna 2019.

## Děj
Film začíná v létě na pláži Atlantiku, kde pobývá čtyřčlenná rodina, když najednou přijedou dva policisté a odvedou starší šestnáctiletou dceru Lise Bataille. Ta je obviněna z toho, že ubodala svou kamarádku Floru den po večírku, který pořádala ve svém domě.
Následně se film soustředí na proces u porotního soudu, který se koná o dva roky později. Dívka byla do té doby nejprve ve vězení a poté byla pod dohledem s elektronickým náramkem připevněným na kotníku. Divák neví, zda je vinna nebo nevinna, a jeho názor se odvíjí během výpovědí svědků před soudem.

## Obsazení
| Melissa Guers           | Lise Bataille           |
| Roschdy Zem             | Bruno Bataille          |
| Chiara Mastroianniová   | Céline Bataille         |
| Annie Mercier           | advokátka Lisy          |
| Anaïs Demoustierová     | generální advokátka     |
| Mikaël Halimi           | Nathan                  |
| Carlo Ferrante          | advokát civilního soudu |
| Pascal-Pierre Garbarini | předseda soudu          |
| Vincent Colombe         | expert na DNA           |
| Paul Aïssaoui-Cuvelier  | Jules Bataille          |
| Anne Paulicevich        | matka Flory             |
| Jean-Louis Dupont       | babička Flory           |

## Ocenění
- César: nejlepší adaptace (Stéphane Demoustier), nominace v kategorii nejslibnější herečka (Mélissa Guers)